# 赤塚孝雄
赤塚 孝雄（あかつか たかお、1939年 - ） は、日本の計測工学者。山形大学名誉教授。元山形県立産業技術短期大学校校長。元山形県科学技術会議会長。元日本医用画像工学会会長。

## 人物・経歴
1969年東京大学大学院修了、東京大学工学部計数工学科助手。1974年筑波大学講師、東京大学工学博士。1984年山形大学工学部電子情報工学科教授。山形大学工学部長を経て、2005年山形大学名誉教授、山形県立産業技術短期大学校校長。2006年とうほく組込み産業クラスタ理事長。2010年日本医用画像工学会会長。この間、山形県科学技術会議会長なども務め、画像計測の研究教育に尽力したとして、2019年に瑞宝中綬章を受章した。